# L'Inconnue de Peyrolles
Pour les articles homonymes, voir L'Inconnue.
L'Inconnue de Peyrolles est un roman de Françoise Bourdin publié en 2006.

## Résumé
À la mort de sa mère, Pascale, médecin à Paris rachète la maison de son enfance près d'Albi. Elle découvre que sa mère a abandonné sa fille trisomique dans un centre de la DDASS.

## Éditions françaises
- Paris, Éditions Belfond, 2006  (ISBN 978-2-714-44133-1)
- Paris, Pocket, coll. « Pocket » no 13329, 2008  (ISBN 978-2-266-17200-4)